# Gare de Saint-Just-en-Chaussée
Gare de Saint-Just-en-Chaussée – stacja kolejowa w Saint-Just-en-Chaussée, w departamencie Oise, w regionie Hauts-de-France, we Francji.
Jest stacją Société nationale des chemins de fer français (SNCF), obsługiwaną przez pociągi Intercités i TER Picardie.

## Położenie
Znajduje się na wysokości 104 m n.p.m., na km 79,515 linii Paryż – Lille, pomiędzy stacjami Saint-Rémy-en-l’Eau i Gannes.

## Historia
Stacja została otwarta w 1846 przez Compagnie du chemin de fer du Nord wraz z odcinkiem Paryż – Amiens.

## Usługi
Jest obsługiwana przez pociągi TER Picardie linii 22 Paryż-Amiens.